# Bon Pastor
Bon Pastor este un cartier din districtul 9, Sant Andreu, al orasului Barcelona.

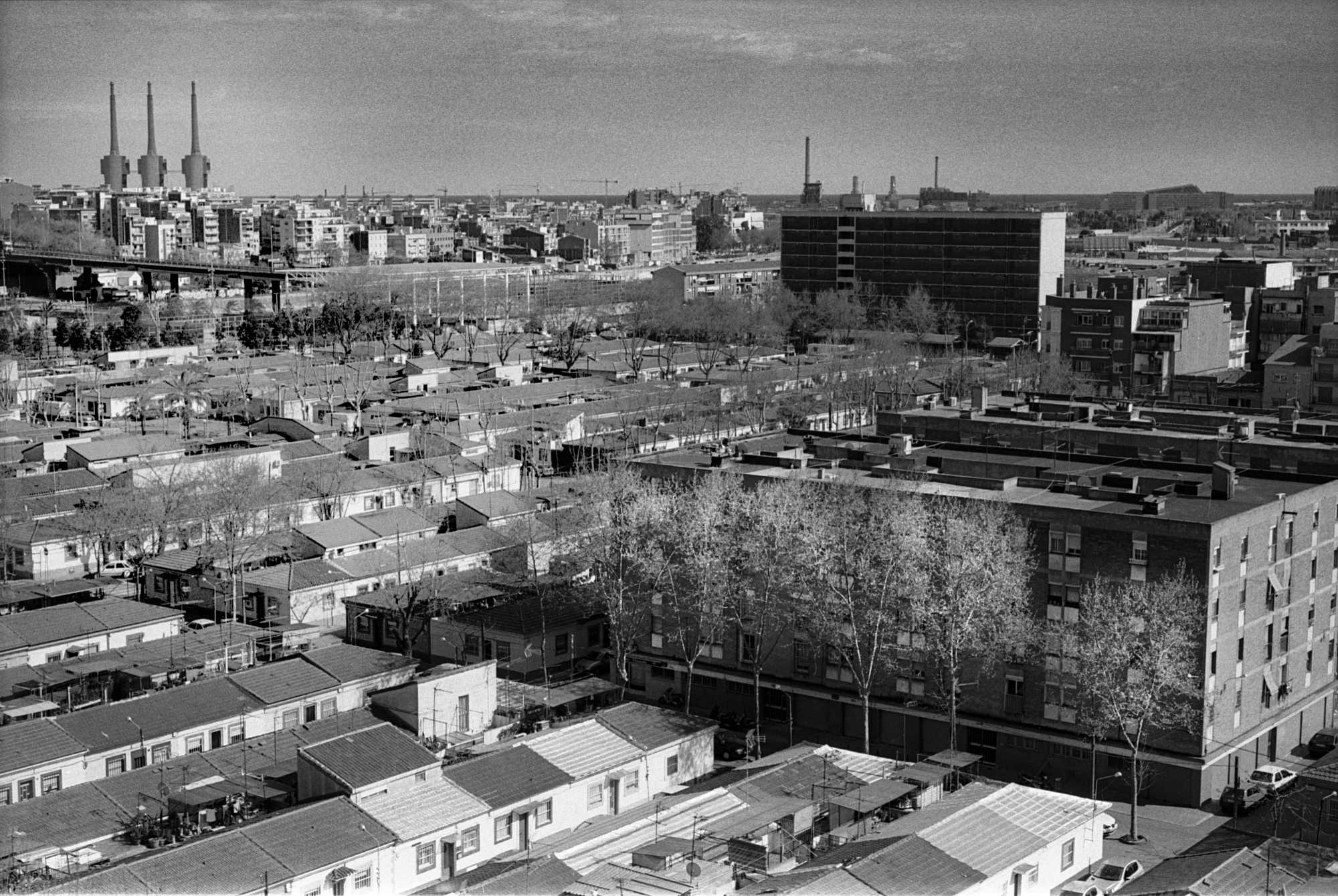
Cartierul Bon Pastor